# 集団思考
集団思考（しゅうだんしこう、英: groupthink）とは、集団内での調和や同調への欲求が非合理的または機能不全的な意思決定をもたらす現象であり、集団内で発生する心理的な現象である。集団内での結束力、あるいは結束力への欲求は、メンバー間でどのような代償を払っても合意しようとする傾向を生み出す可能性がある。このことにより、集団は対立を最小限に抑え、批判的評価なしに合意による決定に至る。
集団思考は社会心理学の構成概念であるが、コミュニケーション研究、政治学、経営学、組織理論の分野における文献に広範な影響を与えており、逸脱的な宗教的カルト行動の重要な側面にも影響を与える。

## 概要
集団思考は、時として（より広く）コミュニティ内の自然な集団内で発生すると言われ、例えば、アメリカの政治的文脈における保守主義と自由主義のような異なる政治的見解を持つ人々の生涯にわたる異なる考え方 や、チームワークと単独作業の比較における利点を説明するために用いられる。しかし、集団内での視点の一致は、主に意図的な集団の意思決定を伴うものではなく、集団の個々のメンバーの集合的な確証バイアスによってより適切に説明できる可能性がある。
この用語は1952年にウィリアム・H・ホワイト・ジュニアによって造られた。集団思考に関する初期の研究の大部分は、イェール大学の研究心理学者であるアーヴィング・ジャニスによって行われた。ジャニスは1972年に影響力のある著書を出版し、1982年に改訂された。ジャニスは、主要な事例研究としてピッグス湾の惨事（1961年のカストロのキューバ侵攻の失敗）と1941年の日本の真珠湾攻撃を用いた。後の研究では、彼の集団思考モデルの評価と再構築が行われた。
集団思考は個人が論争的な問題や代替案を提起することを避けることを要求し、個人の創造性、独自性、独立した思考が失われる。「内集団」の機能不全的な集団力学は「無敵の幻想」（正しい決定が下されたという過度の確信）を生み出す。そのため「内集団」は意思決定における自身の能力を大幅に過大評価し、「外集団」の能力を大幅に過小評価する。さらに、集団思考は「外集団」に対する非人間化行動を生み出す可能性がある。集団のメンバーは、しばしば「波風を立てる」ことや、自分の発言が集団の残りのメンバーにどのように受け取られるかを恐れて、「多数派に従う」という同調圧力を感じることがある。集団の相互作用は明確で調和のとれた合意を好む傾向があり、より良い政策、結果、構造のための新しい革新や議論がほとんどまたはまったく疑問視されない場合、それは懸念の原因となる可能性がある（マクラウド）。集団思考は「イエスマン」の集団と呼ばれることがあるが、これは集団活動や集団プロジェクト全般が建設的な意見を提供しないことを極めて容易にするためである。
過去に集団思考に対抗するために使用されてきた方法の一部として、より多様な背景からチームを選出することや、グループに男女を混ぜることなどがある（カマルナス）。集団思考は、企業、組織、およびあらゆる職場環境において多くの人々によって障害と考えられる可能性がある。上級レベルのポジションのほとんどは、個人が独立した思考を持つ必要がある。優れた幹部と決断力の間には正の相関関係が見られる（ケルマン）。また、誰も異なる方法で何かができると発言しない場合、集団思考は組織の前進と革新を妨げる。
集団の凝集性、欠陥のある集団構造、状況的文脈（例：コミュニティの混乱）などの先行要因は、集団思考が意思決定プロセスに影響を与えるかどうかの可能性に関与する。

## 歴史
ウィリアム・H・ホワイト・ジュニアは、ジョージ・オーウェルの『1984年』からこの用語を導き出し、1952年に『フォーチュン』誌で普及させた：
集団思考は造語であり、確かに意図的なものであるため、実用的な定義が必要である。我々が話題にしているのは、単なる本能的な同調ではない - それは結局のところ、人類の永続的な欠点である。我々が話題にしているのは合理化された同調 - 集団の価値観が単に便宜的であるだけでなく、正しく良いものでもあるとする開かれた、明確な哲学である
集団思考は、1950年代の経営学の研究と実践（そして、それに関連してアメリカ）に影響を及ぼしていた病弊についてのホワイトの診断であった。ホワイトは、従業員が集団の専制に屈服し、個性を押しつぶし、集団の見解に挑戦するものや人々に本能的に敵対的であることに憂慮していた。
アメリカの心理学者アーヴィング・ジャニス（イェール大学）は、集団思考理論に関する初期の研究を先導した。彼はホワイトを引用していないが、ジョージ・オーウェルの小説『1984年』のニュースピーク語彙の一部であった「ダブルシンク」などの用語との類推によって、この用語を再び造り出した。彼は当初、集団思考を次のように定義した：
私は、凝集性の高い内集団において合意を求める傾向が非常に支配的になり、代替的な行動方針の現実的な評価を無視しがちになる場合に人々が従事する思考様式を指す簡便な方法として、集団思考という用語を使用する。集団思考は、ジョージ・オーウェルが『1984年』という暗澹たる世界で使用したニュースピーク語彙と同じ種類の言葉である。その文脈において、集団思考は悪意のある意味合いを帯びる。まさにそのような意味合いが意図されている。なぜなら、この用語は集団圧力の結果として、精神的効率性、現実検証、道徳的判断が低下することを指すためである:43
彼は続けて次のように書いた：
私がパーキンソンの法則の精神で提示する集団思考の主要な原則は以下の通りである：「政策立案を行う内集団のメンバー間に親密さと連帯感が強ければ強いほど、独立した批判的思考が集団思考に置き換えられる危険性が高まり、それは外集団に対する非合理的で非人間的な行動をもたらす可能性が高い」:44
ジャニスは、アメリカン・ソルジャー・プロジェクトでの研究から始まり、集団思考の研究の基礎を築いた。このプロジェクトでは、極度のストレスが集団の凝集性に与える影響を研究した。この研究の後、彼は外部からの脅威のもとで人々がどのように意思決定を行うかという方法に関心を持ち続けた。この関心は、ジャニスをアメリカの外交政策における多くの「惨事」の研究へと導いた。例えば、日本の真珠湾攻撃（1941年）を予期できなかったこと、ピッグス湾侵攻の失敗（1961年）、大統領リンドン・ジョンソンによるベトナム戦争の遂行（1964-67年）などである。彼は、これらの各事例において、矛盾する見解が表明され、その後評価されることを妨げた集団思考が原因で、その決定が大きく行われたと結論付けた。
1972年のジャニスの著書『集団思考の犠牲者』の出版後、そして1982年の『集団思考：政策決定と失敗の心理学的研究』という題名の改訂版の出版後、集団思考の概念は歴史上の他の多くの誤った決定を説明するために使用された。これらの出来事には、1941年のナチス・ドイツによるソビエト連邦侵攻の決定、ウォーターゲート事件などが含まれる。集団思考の概念の人気にもかかわらず、『集団思考の犠牲者』の出版後、1972年から1998年の間に、現象そのものを扱った研究は2ダース未満であった:107。これは、政治学、コミュニケーション、組織研究、社会心理学、経営、戦略、カウンセリング、マーケティングを含む、いかに多くの関心分野にまたがっているかを考えると驚くべきことである。このフォローアップの不足は、集団研究の実施が困難であること、集団思考には多くの独立変数と従属変数があること、「集団思考の理論的概念を観察可能で定量的な構成概念に変換する方法」が不明確であることによって説明できる可能性が最も高い:107–108。
それにもかかわらず、研究心理学と社会学の外では、より広い文化が集団思考を観察可能な状況で検出するようになった。例えば：
- 「[...]Twitterの批評家たちは、そのようなソーシャルメディアにおけるハイブマインドの優位性、つまり集団への同調のために独立した思考を埋没させるような集団思考を指摘する」[17]

- 「[...]リーダーたちはしばしば現実とかけ離れた信念を持っており、フォロワーに励まされることでそれがより極端になることがある。多くのカルトリーダーが抽象的で曖昧な、したがって反論不可能なアイデアを好む傾向は、現実検証（英語版）の可能性をさらに低下させる可能性がある。一方、カルトがメンバーに対して行使する強力な環境統制（英語版）は、検証に利用可能な現実のほとんどが集団環境によって提供されることを意味する。これは、悪名高いピッグス湾の失敗の際に発生したと言われる「集団思考」現象に見られる」[18]

- 「強制による集団思考 [...]集団思考は少なくとも自発性を意味する。これが失敗すると、組織は露骨な脅迫も辞さない。[...][ある全国的な電気通信会社]では、新入社員が命令に従って歓声を上げることを拒否すると、ソビエト時代の強制収容所に関連する教化と洗脳の技術に似た結果を招いた」[19]

## 症状
集団思考を検証可能にするため、アーヴィング・ジャニスは、集団思考を示す8つの症状を考案した：
タイプI：集団の過大評価 — その力と道徳性
- 過度の楽観主義を生み出し、リスクテイクを助長する「無敵の幻想」
- 集団の道徳性に対する「無条件の信念」により、メンバーは自らの行動の結果を無視する

タイプII：閉鎖性
- 集団の前提に挑戦する可能性のある警告の「合理化」
- 集団に反対する人々を弱い、邪悪な、偏見のある、意地の悪い、無力な、または愚かであると「ステレオタイプ化」する

タイプIII：均一性への圧力
- 明白な集団の合意から逸脱するアイデアの「自己検閲」
- 集団メンバー間の「全員一致の幻想」、沈黙は同意とみなされる（英語版）
- 集団に疑問を投げかけるメンバーに対する「忠誠心のなさ」という観点からの「直接的な圧力」
- 「マインドガード（英語版）」— 集団を反対意見から遮断する自己任命のメンバー

集団が集団思考の症状の大部分を示す場合、失敗した意思決定プロセスの結果が予想される：他の選択肢の不完全な分析、目的の不完全な分析、好ましい選択肢に関連するリスクの検討の失敗、当初拒否された選択肢の再評価の失敗、貧弱な情報研究、利用可能な情報処理における選択バイアス、バックアッププランの準備の失敗。

## 原因
ジャニスは、集団思考の3つの先行条件を特定した:9：
- 「高い集団凝集性」：凝集性は集団思考につながる主要な要因である。凝集性に欠ける集団も悪い決定を下すことはあるが、集団思考は経験しない。凝集性の高い集団では、メンバーは決定に反対する発言を避け、他者との議論を避け、集団内の友好的な関係を維持することに努める。凝集性がメンバー間の意見の不一致がもはや存在しないレベルにまで達すると、その集団は集団思考の温床となる。
  - 「脱個人化（英語版）」：集団凝集性が個人の表現の自由よりも重要になる。
  - 「全員一致の幻想」：メンバーは誤って全員が集団の決定に同意していると認識する。沈黙は同意とみなされる。ジャニスは、集団メンバーの一体性は単なる幻想であると指摘した。メンバーは組織の決定に同意しない場合でも、集団内での地位を維持し、管理者や同僚との対立を避けるなど、多くの理由で集団に同調する。そのようなメンバーは、他者と異なる意見を提案することが集団からの孤立につながる可能性があると考える。
- 「構造的欠陥」：集団は情報の伝達を妨げる方法で組織化されているか、集団が無頓着に決定を下す。
  - 「集団の孤立」：これは、集団が扱っている問題について独特で不正確な視点の発展を促進し、その結果、問題に対する誤った解決策につながる可能性がある。
  - 「公平な指導力の欠如」：リーダーは、何を議論するかを計画し、特定の質問のみを許可し、集団内の特定の人々にのみ意見を求めることで、集団の議論をコントロールする。閉鎖的なリーダーシップは、リーダーが集団で問題を議論する前に自分の意見を表明する場合である。開放的なリーダーシップは、リーダーが議論の後半まで自分の意見を控える場合である。閉鎖的なリーダーを持つ集団は、特にメンバーが高い確信度を持っている場合、判断においてより偏りがある。
  - 「方法論的手順を要求する規範の欠如」
  - 「メンバーの社会的背景とイデオロギーの同質性」
- 「状況的文脈：」
  - 「非常にストレスの高い外部からの脅威」：重要な決定は緊張と不安を生み出す可能性がある。集団メンバーはこのストレスに非合理的な方法で対処する可能性がある。集団メンバーは、肯定的な結果を誇張し、起こりうる否定的な結果を最小化することで、自分たちの決定を合理化する可能性がある。ストレスの多い状況を最小限に抑えようとして、集団は迅速に決定を下し、ほとんどまたはまったく議論や意見の不一致を許容しない。高ストレス下の集団は、エラーを犯し、最終目標への焦点を失い、過去に効果的でなかったことがわかっている手順を使用する可能性が高い。
  - 「最近の失敗」：これらは自尊心の低下につながり、間違っているとみなされることを恐れて集団に同意する結果となる。
  - 「意思決定タスクにおける過度の困難」
  - 「道徳的ジレンマ（英語版）」[要説明]

状況にこれら3つの要因すべてが含まれる可能性はあるが、集団思考が発生している場合でも、常に3つすべてが存在するわけではない。ジャニスは、高度な凝集性を集団思考を生み出す最も重要な先行条件と考え、集団思考が発生している場合は常に存在すると考えた。しかし、高い凝集性が常に集団思考を生み出すわけではないと信じていた。非常に凝集性の高い集団はすべての集団規範に従うが、集団思考が発生するかどうかは、集団規範が何であるかに依存する。集団が個人の反対意見と問題解決の代替戦略を奨励する場合、高い凝集性を持つ集団でも集団思考は避けられる可能性が高い。これは、高い凝集性が他の先行条件の1つまたは両方が存在する場合にのみ集団思考につながることを意味し、状況的文脈は構造的欠陥よりもわずかに集団思考を生み出す可能性が高い。
2018年の研究では、終身在職のプロジェクトリーダーの不在もまた、集団思考が優勢となる条件を生み出す可能性があることが分かった。「経験豊富な」プロジェクトマネージャーの存在は、アイデアを批判的に分析し、オープンなコミュニケーションを促進し、多様な視点を奨励し、チームの集団思考症状への認識を高めるなどの措置を講じることで、集団思考の可能性を減少させることができる。
二文化的アイデンティティを持つ人々の中で、統合度の低い人々に比べて、高度に統合された二文化的アイデンティティを持つ人々の方が集団思考に陥りやすいことが分かった。2022年のタンザニアでの別の研究では、ホフステードの文化的次元が影響を及ぼしている。権力格差の大きい社会では、個人は決定を下す際にリーダーの選好に従い、反対意見を表明することを躊躇することが観察された。さらに、タンザニアは集団主義社会であるため、コミュニティの利益が個人の利益に優先する。権力格差の大きさと集団主義の組み合わせは、集団思考が発生する最適な条件を生み出す。

## 予防

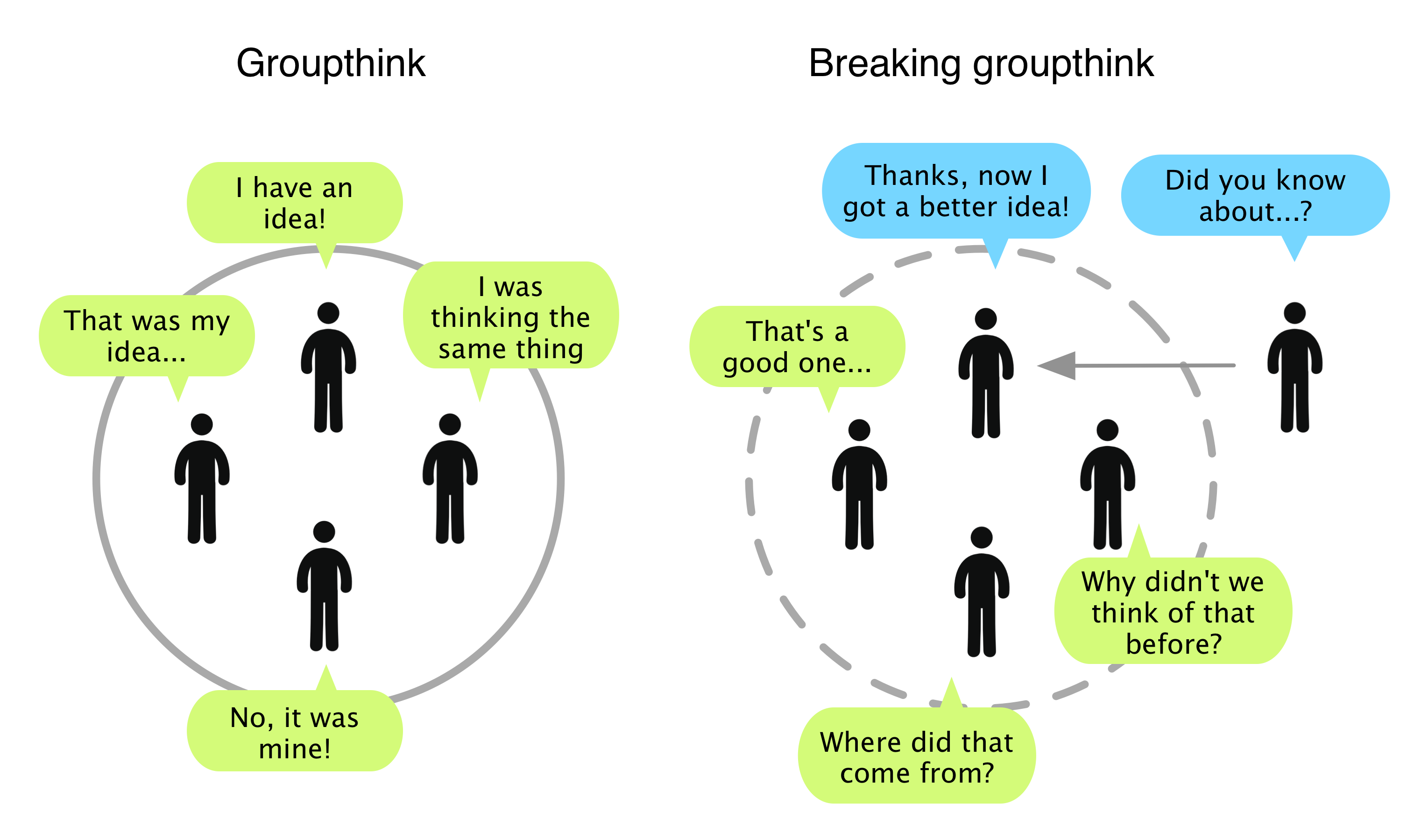
部外者からの意見が集団思考を打破することができる

アルダグとフラー（1993）が観察したように、集団思考現象は一連の述べられていない、一般的に制限的な仮定に基づいているように見える：
- 集団による問題解決の目的は、主に意思決定の質を改善することである
- 集団による問題解決は合理的なプロセスとみなされる
- 集団による問題解決の利点：
  - 様々な視点
  - 可能な代替案についての更なる情報
  - より良い意思決定の信頼性
  - バイアスの抑制
  - 社会的存在の効果
- 集団思考は構造的欠陥と挑発的な状況的文脈により、これらの利点を妨げる
- 集団思考予防方法はより良い決定を生み出す
- 安寧の幻想は本質的に機能不全であると想定される
- 合意に向けた集団圧力は合意追求傾向につながる

集団で協力する強い能力を持つグループは、個人よりも迅速かつ効率的にジレンマを解決することができると考えられてきた。集団は多くのリソースを持っており、情報をより容易に保存・検索し、問題に対するより多くの代替的な解決策を考え出すことができる。集団による問題解決には、決定を下すのに時間がかかり、人々が互いに妥協する必要があるというマイナス面が認識されていた。しかし、ジャニスの研究が現れるまで、凝集性の高い集団が質の高い決定を生み出す能力を損なう可能性があることを真剣に考えた人はいなかった。緊密な集団は、迅速かつ低エネルギーコストで合意に達することができるため、より良い決定を下しているように見えるかもしれない。しかし、時間の経過とともに、この意思決定プロセスはメンバーの批判的思考能力を低下させる可能性がある。したがって、多くの人々によって、集団思考の影響に対抗することが重要であると考えられている。
ジャニスによれば、意思決定を行う集団は必ずしも集団思考を運命づけられているわけではない。彼は集団思考を防ぐ方法を考案した:209–215：
- リーダーは各メンバーに「批判的評価者」の役割を割り当てるべきである。これにより、各メンバーは自由に異議と疑問を表明することができる。
- リーダーは集団にタスクを割り当てる際に意見を表明すべきではない。
- リーダーは結果に過度な影響を与えることを避けるため、多くの集団会議に欠席すべきである。
- 組織は同じ問題に取り組む複数の独立した集団を設置すべきである。
- すべての効果的な代替案を検討すべきである。
- 各メンバーは集団のアイデアを集団外の信頼できる人々と議論すべきである。
- 集団は外部の専門家を会議に招くべきである。集団メンバーは外部の専門家と議論し、質問することを許可されるべきである。
- 少なくとも1人の集団メンバーに悪魔の代弁者の役割を割り当てるべきである。これは各会議で異なる人物であるべきである。

集団内の悪魔の代弁者は、集団思考による決定を避けるために、多数派の集団に矛盾する質問や洞察を提供する可能性がある。ライアン・ハートウィグによる研究は、悪魔の代弁者技法が集団の問題解決に非常に有用であることを確認している。これにより、最良の解決策を見つけるために最も効果的な方法で対立を利用することができ、最初の解決策が失敗した場合に異なる解決策を探す必要がない。ハートウィグはまた、代替的な解決策を見つけて評価するために、悪魔の代弁者技法を機能理論などの他の集団意思決定モデルと組み合わせることを提案している。悪魔の代弁者技法の主な考え方は、ある程度構造化された対立が集団思考を減少させるだけでなく、問題を解決するためにも促進できるということである。
あらゆる種類の多様性もまた、集団思考を防ぐ上で有効である。様々な背景、思考、職業、人生経験などを持つ個人は、独自の視点を提供し、前提に挑戦することができる。2004年の研究では、多様な問題解決者のチームが、同じような考え方を始める最高の問題解決者で構成されたチームを上回るパフォーマンスを示した。
エドモンドソンとレイ およびヒラクら が強調する心理的安全性は、効果的な集団のパフォーマンスにとって極めて重要である。これには、学習を奨励し、チームメンバーが脅威と認識する障壁を取り除く環境を作ることが含まれる。エドモンドソンら は、仕事の種類、階層、リーダーシップの有効性に基づく心理的安全性の変動を実証し、従業員の発展と組織内の学習文化の育成における重要性を強調した。
集団思考に類似した状況として、アビリーンのパラドックスがある。これは集団で作業する際に有害な別の現象である。組織がアビリーンのパラドックスに陥ると、認識された目標に反する行動を取り、達成しようとしている目的そのものを妨げる。欲求や信念を伝達できないことがアビリーンのパラドックスを引き起こす可能性がある。

### 例
ウォーターゲート事件はこの例である。スキャンダルが発生する前に、問題について議論する会議が行われた。ニクソンの選挙運動スタッフの1人が、発言して自分の意見を述べるべきかどうか確信が持てなかった。もし彼が集団の決定に対する不同意を表明していれば、スキャンダルは回避できた可能性がある。
ピッグス湾侵攻の失敗後、大統領ジョン・F・ケネディはキューバ・ミサイル危機の際に「警戒的評価」を用いて集団思考を回避しようとした:148–153。会議中、彼は外部の専門家を招いて見解を共有させ、集団メンバーが彼らに慎重に質問することを許可した。また、集団メンバーが各部門内の信頼できるメンバーと可能な解決策について議論することを奨励し、集団の結束を部分的に崩すために集団を様々な小グループに分割した。ケネディは自身の意見を押し付けることを避けるため、意図的に会議を欠席した。
キャス・サンスタインは、内向的な人々が外向的な人々との会議で時として沈黙することがあると報告している。彼は、会議中または後の1対1のセッションで、各人の意見を明示的に求めることを推奨している。サンスタインは、内部の社交性とハッピートークのレベルが高い集団は、比較的見知らぬ間柄で議論的になりやすい投資家集団と比較して、集団思考により悪い投資決定を下しやすいことを示す研究を指摘している。討論前に個人が支持していた以上に極端な結果に議論が導かれる集団の分極化を避けるために、彼は異なる視点を持つ人々を含む異質な集団を作ることを推奨している。サンスタインはまた、心から信じていない立場を主張する人々（悪魔の代弁者の役割として）は、誠実な議論よりもはるかに効果が低い傾向があることを指摘している。これは、反対意見を持つ個人、または代替的な戦略や目標を「現実に」追求することが期待されるレッドチームのような集団によって達成できる。

## 実証的知見とメタ分析
実験室で集団思考を検証することは困難である。なぜなら、人工的な設定は集団を実際の社会的状況から切り離し、最終的に集団思考を促進または抑制する変数を変化させるためである。主観的な性質のため、研究者は集団思考を完全な現象として測定することに苦心し、代わりにその特定の要因を測定することを頻繁に選択している。これらの要因はまで及び、集団的および状況的側面に焦点を当てている。
パーク（1990年）は、「集団思考に関する実証研究は16件しか公表されていない」ことを発見し、それらは「ジャニスの仮説を部分的に支持するにとどまった」と結論付けた:230。パークは、「ジャニスが集団凝集性を主要な必要先行要因と主張しているにもかかわらず、凝集性が集団思考に対して有意な主効果を持つことを示した研究は存在しない」と結論付けている:230。またパークは、凝集性とリーダーシップスタイルが相互作用して集団思考の症状を生み出すというジャニスの主張を研究は支持していないとも結論付けている。パークは分析された研究の結果の要約を提示している。パークによると、ヒューズマンとドライブ（1979年）による研究は、企業内の小規模および大規模な意思決定集団の両方で集団思考が発生することを示している。これは部分的に企業内での集団の孤立に起因する。マンツとシムズ（1982年）は、自律的作業集団が企業内の意思決定集団と同様の方法で集団思考症状に陥りやすいことを示す研究を行った。フォドーとスミス（1982年）は、高い権力動機を持つ集団リーダーが集団思考に陥りやすい雰囲気を作り出すことを明らかにする研究を行った。高い権力動機を持つリーダーは、反対意見を尊重しないという「閉鎖的な」リーダーシップスタイルを持つリーダーと同様の特徴を持つ。同じ研究は、集団凝集性のレベルが集団思考の発生を予測する上で重要ではないことを示している。パークは、キャラウェイ、マリオット、エッサー（1985年）による研究を要約している。その研究では、非常に支配的なメンバーを持つ集団は「より質の高い決定を下し、不安状態が低下し、決定に時間をかけ、より多くの不同意/同意の表明を行った」:232。全体として、非常に支配的なメンバーを持つ集団は、集団思考を抑制する特徴を示した。非常に支配的なメンバーが高い権力動機を持つリーダーと同等と考えられる場合、キャラウェイ、マリオット、エッサーの結果はフォドーとスミスの結果と矛盾する。リーナ（1985年）による研究は、集団凝集性のレベルとリーダーシップスタイルの相互作用が集団思考を予測する上で完全に無意味であることを示している。この発見は、凝集性とリーダーシップスタイルの要因が相互作用して集団思考を生み出すというジャニスの主張を否定している。パークは、マッコーリー（1989年）による研究を要約している。その研究では、状況的条件ではなく、集団の構造的条件が集団思考を予測することが分かった。構造的条件には、集団の孤立、集団の同質性、プロモーショナルリーダーシップが含まれた。状況的条件には集団凝集性が含まれた。これらの発見は、集団凝集性が集団思考を予測するというジャニスの主張を否定している。
全体として、集団思考に関する研究は、主に集団思考を予測する要因（先行条件）に焦点を当てている。集団思考の発生は、しばしば集団内で生成されたアイデア/解決策の数によって測定されるが、研究者が集団思考の発生を客観的に結論付けることができる統一された具体的な基準は存在しない。集団思考と集団思考の先行条件に関する研究は、混在した結果を示している。一部の研究は、集団凝集性とリーダーシップスタイルが集団思考を強力に予測することを示しているが、他の研究はこれらの要因の重要性の低さを示している。集団の同質性と集団の孤立は、一般的に集団思考を予測する要因として支持されている。

## 事例研究

### 政治と軍事
集団思考は政治的決定と軍事作戦に強い影響を及ぼすことがあり、それは人的資源と物的資源の莫大な浪費をもたらす可能性がある。高度な資格と経験を持つ政治家や軍事司令官が、最適でない集団環境において非常に貧弱な決定を下すことがある。ジャニスやレイブンなどの学者は、ピッグス湾侵攻、ベトナム戦争、ウォーターゲート事件などの政治的・軍事的失敗を集団思考の影響に帰属させている。最近では、ディナ・バディエは、集団思考がサダム・フセインに対するアメリカ政権の見方の変化に大きく責任があり、それが最終的にアメリカによる2003年のイラク侵攻につながったと主張した。9月11日の攻撃の後、「ストレス、プロモーショナルリーダーシップ、集団間葛藤」がすべて集団思考の発生を引き起こす要因となった:283。集団思考の政治的事例研究は、集団思考の発生が今日の政治的場面に与える影響を示すのに役立つ。

#### ピッグス湾侵攻とキューバ・ミサイル危機
1961年4月のアメリカによるピッグス湾侵攻は、ジャニスが集団思考理論を定式化するために用いた主要な事例研究であった。侵攻計画はアイゼンハワー政権によって開始されたが、ケネディ政権に引き継がれた際、中央情報局（CIA）の計画を「無批判に受け入れた」:44。アーサー・M・シュレジンジャー・ジュニアやJ・ウィリアム・フルブライト上院議員などの一部の人々が計画に対する反対意見を提示しようとした際、ケネディチーム全体はこれらの反対意見を無視し、自分たちの計画の道徳性を信じ続けた:46。最終的にシュレジンジャーは自身の疑念を最小限に抑え、自己検閲を行った:74。ケネディチームは、カストロの空軍の非効率性、カストロの軍隊の弱さ、カストロの内部暴動鎮圧能力の欠如など、CIAの多くの誤った前提について疑問を投げかけることなく、フィデル・カストロとキューバ人をステレオタイプ化した:46。
ジャニスは、その後の惨事は、ケネディ政権が1年後の1962年10月のキューバ・ミサイル危機の際に採用した集団思考防止の方法に従っていれば防ぐことができたと主張した。後者の危機では、本質的に同じ政治指導者が意思決定に関与していたが、今回は彼らは敵を深刻に過小評価するという以前の過ちから学んでいた:76。

#### 真珠湾
1941年12月7日の真珠湾攻撃は、集団思考の典型的な例である。共有された幻想や合理化といった多くの要因が、ハワイに駐在するアメリカ海軍将校らが予防措置を取らなかったことに寄与した。アメリカは日本のメッセージを傍受し、日本が太平洋のどこかで攻撃的な行動を取るための武装を進めていることを発見した。ワシントンは真珠湾に駐在する将校らに警告を発することで対応したが、彼らの警告は真剣に受け止められなかった。彼らは、大日本帝国が敵地域の大使館と領事館が奪取された場合に備えて対策を講じていると想定した。
真珠湾のアメリカ海軍と陸軍は、攻撃が起こりそうにない理由について合理化を共有していた。その一部には以下のようなものがあった:83,85：
- 「日本は、全面戦争を引き起こすことを認識し、アメリカが確実に勝利するため、ハワイに対する全面的な奇襲攻撃を決して敢行しないだろう」
- 「真珠湾に集中する太平洋艦隊は、空襲や海軍の攻撃に対する主要な抑止力であった」
- 「たとえ日本が無謀にも空母を派遣して我々を攻撃しようとしても、我々は十分な時間で確実に発見し破壊できる」
- 「真珠湾の浅い水域に碇泊する軍艦は、敵機から発射される魚雷爆弾によって沈められることは決してない」

#### スペースシャトル・チャレンジャー号の惨事
1986年1月28日、NASAはスペースシャトル『チャレンジャー』を打ち上げた。これは、民間人で非宇宙飛行士の高校教師が最初のアメリカ人民間人として宇宙に行くことになっていたため、重要な意味を持っていた。スペースシャトルはこれを可能にするほど安全だと認識されていた。NASAのエンジニアリングチームと打ち上げチームはチームワークに依存している。シャトルを打ち上げるためには、個々のチームメンバーが各システムが正常に機能していることを確認しなければならない。モートン・チオコールのエンジニアは、『チャレンジャー』のロケットブースターを設計・製造したが、打ち上げ当日の低温により乗組員の死亡と失敗につながる可能性があるという警告を無視した。スペースシャトル・チャレンジャー号の惨事により、スペースシャトルの飛行は約3年間中断された。皮肉なことに、この特定の飛行はスペースシャトル技術の安全性に対する信頼を示すためのデモンストレーションとなるはずであった。
『チャレンジャー』の事例は、エッサーとリンドアファーによって行われたジャニスの集団思考モデルのより定量的な検証の対象となり、シャトルの打ち上げに関する重要な決定において、集団思考の明確な肯定的先行条件の兆候が見られた。打ち上げの日は広報目的で急がれた。NASAはアメリカの注目を引き付け、維持したいと考えていた。民間の教師クリスタ・マコーリフが生放送の授業を行うために搭乗すること、そしてロナルド・レーガン大統領が一般教書演説で言及する可能性があることは、NASAが潜在的な民間宇宙飛行プログラムへの関心を高めるために重要と考えた機会であった。しかし、NASAが設定したスケジュールは自己課題であった。成功した管理の歴史を持つと認識されていた組織が、達成する見込みのないスケジュールに自らを縛り付けていたことは、多くの人々にとって信じがたいものであった。

### 企業世界
企業世界では、非効果的で最適でない集団の意思決定が企業の健全性に悪影響を及ぼし、相当額の金銭的損失を引き起こす可能性がある。

#### スイス航空
アーロン・ヘルマンとフセイン・ラマルは、「フライング・バンク」という称号を得るほど財務的に安定していると考えられていたスイスの航空会社スイス航空の崩壊における集団思考の有害な役割を示している。著者らは、他の要因の中でも、スイス航空が集団思考の2つの症状を抱えていたと主張している：集団が無敵であるという信念と、集団の道徳性への信念である:1056。さらに、惨事の前に、会社の取締役会の規模が縮小され、その結果、産業的専門知識が排除された。これにより集団思考の可能性がさらに高まった可能性がある:1055。取締役会メンバーが分野の専門知識を欠き、やや類似した背景、規範、価値観を持っていたため、同調への圧力がより顕著になった可能性がある:1057。この現象は集団の同質性と呼ばれ、集団思考の先行条件である。これらの条件が合わさって、最終的にスイス航空の崩壊につながった貧弱な意思決定プロセスに寄与した可能性がある。

#### マークス&スペンサーとブリティッシュ・エアウェイズ
企業世界からの集団思考の別の例は、イギリスを拠点とする企業マークス&スペンサーとブリティッシュ・エアウェイズに示されている。集団思考の悪影響は、両社がグローバル化拡大戦略を発表した1990年代に発生した。研究者ジャック・イートンのメディアプレスリリースの内容分析により、この期間中に集団思考の8つの症状がすべて存在していたことが明らかになった。最も顕著な集団思考の症状は無敵の幻想であり、両社は困難な市場での長年の収益性と成功により、潜在的な失敗を過小評価した。集団思考の結果が噴出するまで、彼らはブルーチップ企業と呼ばれ、ロンドン証券取引所の優良株であった。1998-1999年の間に、マークス&スペンサーの株価は590から300未満に、ブリティッシュ・エアウェイズの株価は740から300に下落した。両社は以前、より前向きな理由で英国のプレスとメディアで注目されており、彼らの否定できない業界全体のパフォーマンスに対する国民の誇りを反映していた。

### スポーツ
集団思考に関する最近の文献は、このコンセプトのビジネスと政治の枠組みを超えた応用を研究しようとしている。集団思考が研究されることが稀な、特に関連性が高く人気のある分野の1つがスポーツである。この分野における文献の不足は、チャールズ・ケルバーとクリストファー・ネックに、1999年にメジャーリーグ審判協会（MLUA）の大量辞職決定における集団思考の影響を調査する事例研究を開始させるきっかけとなった。この決定はメジャーリーグベースボールに対してより強力な交渉の立場を得ようとした失敗の試みであった:21。ケルバーとネックは、MLUAの意思決定プロセスに3つの集団思考症状を見出すことができると提案している。第一に、審判らは野球リーグに対する彼らの力と集団の決意の強さを過大評価した。また、MLBは敵であるという考えで、組合はある程度の閉鎖性を示した。最後に、自己検閲の存在があった。辞職の決定に同意しない一部の審判が、彼らの反対意見を表明することができなかった:25。これらの要因は、他の意思決定の欠陥とともに、最適でなく非効果的な決定につながった。

## 最近の展開

### 遍在モデル
研究者ロバート・バロン（2005年）は、ジャニスが必要と考えた特定の先行条件間の関連性が、集団思考に関する現在の集合的な研究によって実証されていないと主張している。彼はジャニスの集団思考の先行条件が誤っていると考え、それらが「集団思考の症状を引き起こすために必要なだけでなく、そのような症状を増幅さえしないことが多い」と主張している。ジャニスのモデルの代替として、バロンは集団思考の遍在モデルを提案した。このモデルは、社会的アイデンティフィケーション、顕著な規範、低い自己効力感を含む、集団思考の改訂された一連の先行条件を提供している。

#### 一般集団問題解決（GGPS）モデル
アルダグとフラー（1993年）は、集団思考の概念が「小規模で比較的制限された標本」に基づいており、過度に一般化されすぎていたと主張している。さらに、この概念は硬直的すぎて決定論的すぎる。また、実証的な支持も一貫していない。著者らは集団思考モデルをマズローとピアジェが提示した知見と比較している。彼らは、それぞれの場合において、モデルは大きな関心と更なる研究を喚起し、その後、元の概念を無効にすると主張する。したがって、アルダグとフラーは一般集団問題解決（GGPS）モデルと呼ばれる新しいモデルを提案する。これは集団思考文献からの新しい知見を統合し、集団思考自体の側面を変更するものである:534。GGPSモデルと集団思考の主な違いは、前者がより価値中立的でより政治的であることである:544。

### 再検討
後の学者たちは、ジャニスが当初自身のモデルを支持するために使用した事例研究を再検討することで、集団思考の価値を再評価している。ロデリック・クレーマー（1998年）は、今日の学者たちが一般的な意思決定プロセスについてより洗練された一連のアイデアを持っており、また惨事に関する新しい関連情報が長年にわたって浮上しているため、事例研究の再検討が適切で必要であると考えた。彼は、新しい証拠が集団思考がピッグス湾侵攻とアメリカのベトナム戦争への軍事介入拡大に関するケネディ大統領とジョンソン大統領の決定に大きく責任があったとするジャニスの見解を支持していないと主張する。両大統領は、ジャニスが示唆したよりも政治グループ外の専門家の助言を求めていた:241。クレーマーはまた、大統領たちは惨事の最終的な意思決定者であったと主張する。行動方針を決定する際、彼らは提示された集団の合意による決定よりも、状況に対する自身の解釈により大きく依存していた:241。クレーマーは、2つの軍事問題に関するジャニスの説明には欠陥があり、集団思考は一般に信じられているよりも集団の意思決定に与える影響が遥かに小さいと結論付けている。
集団思考は、避けるべきと考えられているが、いくつかの肯定的な効果がある。チョイとキム は、集団の道徳的優越性を信じるなどの集団アイデンティティ特性が、同調の追求の減少、より良い意思決定、より良いチーム活動、より良いチームパフォーマンスと関連していることを発見した。この研究はまた、集団思考と欠陥のある意思決定との関係が有意でないことを示した。これらの発見は、適切な状況下では、集団思考が必ずしも否定的な結果をもたらすわけではないことを意味する。また、集団思考の元の理論に疑問を投げかけている。

### 再構築
学者たちはジャニスが提案した集団思考の元来の見方に異議を唱えている。ホワイト（1998年）は、集団の集合的効力感、つまり能力への自信が、集団思考が説明されたのと同様に、警戒心の低下とリスク許容度の上昇につながる可能性があると主張する。マッコーリー（1998年）は、集団メンバーの魅力が貧弱な決定を引き起こす最も顕著な要因である可能性があると提案する。ターナーとプラトカニス（1991年）は、社会的アイデンティティの観点から、集団思考は集団に対する潜在的な否定的見解を防ぐための集団の試みとして見ることができると示唆する。これらの学者の貢献により、ジャニスの元のモデルを再構築するのに役立つ集団思考の新しい理解がもたらされた。

### 社会認知理論
ある理論によると、集団思考の基本的な特徴の多く（例：強い凝集性、寛容な雰囲気、排他的なエトス）は、特別な種類の記憶符号化の結果である（ツーカラス、2007年）。緊密に結びついた集団のメンバーは、コミュニティの重要な側面をエピソード記憶として表象する傾向があり、これは彼らの集団行動と集団的イデオロギーに予測可能な影響を及ぼす。これは、形式的でよりゆるやかな集団形成で一般的な意味記憶として符号化される場合とは異なる。

### 集団的錯覚
科学者トッド・ローズによると、集団的錯覚と集団思考は、社会的力学が行動にどのように影響を与えるかを示す関連概念である。集団思考は、集団が望むものについて正しい認識を持つ個人が、集団の合意に同調する場合に発生する。集団的錯覚は、個人が集団の欲求を誤って想定し、全員が自身の真の選好を反映しない方法で行動することにつながる集団思考の特定の形態である。両概念とも社会的影響と同調性を含む。

### Articles
- Baron, R. S. (2005). “So right it's wrong: groupthink and the ubiquitous nature of polarized group decision making”. Advances in Experimental Social Psychology 37:  219–253. doi:10.1016/S0065-2601(05)37004-3. ISBN 9780120152377.
- “NASA and the Columbia disaster: Decision-making by groupthink?”. Proceedings of the 2003 Association for Business Communication Annual Convention (2003年). 2012年10月18日時点のオリジナルよりアーカイブ。2018年9月18日閲覧。
- Esser, J. K. (1998). “Alive and well after 25 years: a review of groupthink research”. Organizational Behavior and Human Decision Processes 73 (2–3):  116–141. doi:10.1006/obhd.1998.2758. PMID 9705799.  オリジナルの2013-06-18時点におけるアーカイブ。.
- Hogg, M. A.; Hains, S. C. (1998). “Friendship and group identification: A new look at the role of cohesiveness in groupthink”. European Journal of Social Psychology 28 (3):  323–341. doi:10.1002/(SICI)1099-0992(199805/06)28:3<323::AID-EJSP854>3.0.CO;2-Y.
- Klein, D. B.; Stern, C. (Spring 2009). “Groupthink in academia: Majoritarian departmental politics and the professional pyramid”. The Independent Review: A Journal of Political Economy (Independent Institute) 13 (4):  585–600.
- Mullen, B.; Anthony, T.; Salas, E.; Driskell, J. E. (1994). “Group cohesiveness and quality of decision making: An integration of tests of the groupthink hypothesis”. Small Group Research 25 (2):  189–204. doi:10.1177/1046496494252003.
- Moorhead, G.; Ference, R.; Neck, C. P. (1991). “Group decision fiascoes continue: Space Shuttle Challenger and a revised groupthink framework”. Human Relations 44 (6):  539–550. doi:10.1177/001872679104400601.  オリジナルの2012-07-07時点におけるアーカイブ。.
- O'Connor, M. A. (Summer 2003). “The Enron board: The perils of groupthink”. University of Cincinnati Law Review 71 (4):  1233–1320. SSRN 1791848.
- Packer, D. J. (2009). “Avoiding groupthink: Whereas weakly identified members remain silent, strongly identified members dissent about collective problems”. Psychological Science 20 (5):  546–548. doi:10.1111/j.1467-9280.2009.02333.x. PMID 19389133.
- Rose, J. D. (Spring 2011). “Diverse perspectives on the groupthink theory: A literary review”. Emerging Leadership Journeys 4 (1):  37–57.
- Tetlock, P. E. (1979). “Identifying victims of groupthink from public statements of decision makers”. Journal of Personality and Social Psychology 37 (8):  1314–1324. doi:10.1037/0022-3514.37.8.1314.  オリジナルの2012-10-18時点におけるアーカイブ。 2012年2月4日閲覧。.
- Tetlock, P. E.; Peterson, R. S.; McGuire, C.; Chang, S. J.; Feld, P. (1992). “Assessing political group dynamics: A test of the groupthink model”. Journal of Personality and Social Psychology 63 (3):  403–425. doi:10.1037/0022-3514.63.3.403.  オリジナルの2012-10-18時点におけるアーカイブ。 2012年2月4日閲覧。.
- Turner, M. E.; Pratkanis, A. R.; Probasco, P.; Leve, C. (1992). “Threat, cohesion, and group effectiveness: Testing a social identity maintenance perspective on groupthink”. Journal of Personality and Social Psychology 63 (5):  781–796. doi:10.1037/0022-3514.63.5.781.  オリジナルの2012-09-23時点におけるアーカイブ。 2012年2月4日閲覧。.
- Whyte, G. (1989). “Groupthink reconsidered”. Academy of Management Review 14 (1):  40–56. doi:10.2307/258190. JSTOR 258190.

### Books
- Janis, Irving L. (1972). Victims of Groupthink: A Psychological Study of Foreign-policy Decisions and Fiascoes. Boston: Houghton, Mifflin. ISBN 0-395-14002-1
- Janis, Irving L.; Mann, L. (1977). Decision making: A Psychological Analysis of Conflict, Choice, and Commitment. New York: The Free Press. ISBN 0-02-916190-8
- Kowert, P. (2002). Groupthink or Deadlock: When do Leaders Learn from their Advisors?. Albany: State University of New York Press. ISBN 0-7914-5250-6
- Martin, Everett Dean（英語版）, The Behavior of Crowds, A Psychological Study, Harper & Brothers Publishers, New York, 1920.
- Nemeth, Charlan (2018). In Defense of Troublemakers: The Power of Dissent in Life and Business. Basic Books. ISBN 978-0465096299
- Schafer, M.; Crichlow, S. (2010). Groupthink versus High-Quality Decision Making in International Relations. New York: Columbia University Press. ISBN 978-0-231-14888-7
- Sunstein, Cass R.; Hastie, Reid (2014). Wiser: Getting Beyond Groupthink to Make Groups Smarter. Harvard Business Review Press
- 't Hart, P. (1990). Groupthink in Government: a Study of Small Groups and Policy Failure. Amsterdam; Rockland, MA: Swets & Zeitlinger. ISBN 90-265-1113-2
- 't Hart, P.; Stern, E. K.; Sundelius, B. (1997). Beyond Groupthink: Political Group Dynamics and Foreign Policy-Making. Ann Arbor: University of Michigan Press. ISBN 0-472-09653-2